# Pleurotus eryngii
Pleurotus eryngii (Augustin Pyramus de Candolle, 1815 ex Lucien Quélet 1872), din încrengătura Basidiomycota în familia Pleurotaceae și de genul Pleurotus, este o ciupercă comestibilă  parazitară destul de rară în natură, dar mult cultivată, denumită în popor păstrăvul scailor sau ciupercă regală. Se găsește în România, Basarabia și Bucovina de Nord mereu în locuri calde, dezvoltându-se solitar sau în buchete cu punct de inserție comun în grupuri mai mici, la marginea de străzi, prin pășuni și câmpii chiar și montane uscate, calcaroase și sărace în nutrienți, crescând, altfel decât se pare, nu pe pământ, ci pe rădăcinile de apiacee, preponderent pe cele ale lui Eryngium campestre (scaiul dracului) (de la care provine și epitetul), dar de asemenea și pe buruienile lui Eryngium maritimum, atunci pe dune de nisip. Apariția bureților este din iulie (august) până în octombrie.

## Taxonomie
Specia a fost descrisă pentru prima dată sub denumirea Agaricus eryngii de către botanistul și naturalistul elvețian Augustin Pyramus de Candolle insa volumul 6 al lucrarii sale Flore française ou descriptions succicntes de toutes les plantes qui croissant naturellement en France din 1815. Apoi, în 1872, micologul francez Lucien Quélet a transferat soiul corect la genul Pleurotus sub păstrarea epitetului, de verificat în volumul 2 al cărții sale Les champignons du Jura et des Vosges.
Au fost făcute mai multe încercări de redenumire nefolosite actual (vezi infocaseta). Între ele sunt listate, conform Index Fungorum, un număr de variații determinate între 1887 și 2012, astfel Pleurotus eryngii var. ferulae (Lanzi) Sacc. (1887), asociat cu Ferula communis, Pleurotus fuscus var. ferulae (Lanzi) Bres. (1928), Pleurotus eryngii var. ferulaginis Stropnik, Tratnik & Seljak (1988), Pleurotus eryngii var. elaeoselini  Venturella, Zervakis & La Rocca (2000), asociat cu Elaeoselinum asclepium, Pleurotus eryngii var. tingitanus Lewinsohn (2002), asociat cu Ferula tingitana, Pleurotus eryngii var.  thapsiae   Venturella, Zervakis & Saitta (2002) asociat cu Thapsia garganica sau Pleurotus eryngii var. laserpitii Angeli & Scandurra (2012).

## Descriere

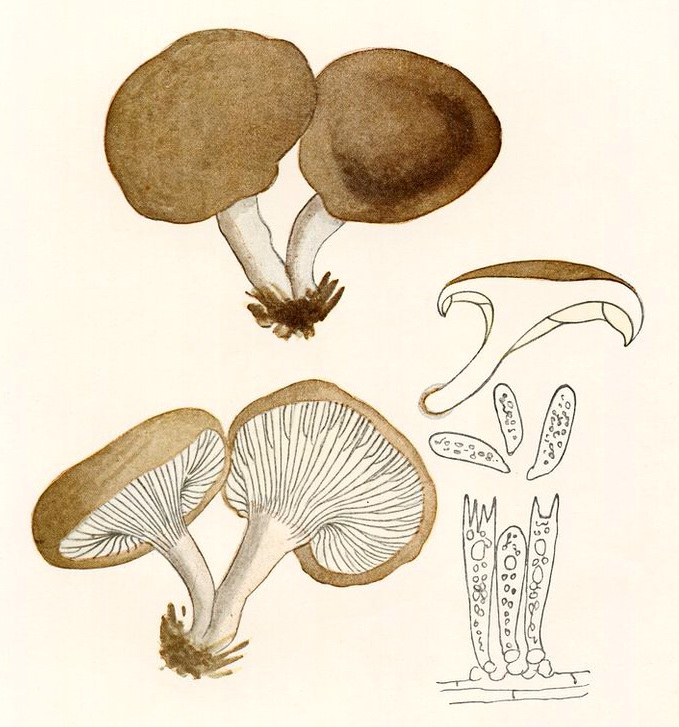
Bres.: Pleurotus eryngii

- Pălăria: rotundă sau în formă de scoică are în natură un diametru de 4–10 cm (cultivat: până la 7 cm), este cărnoasă, netedă, pentru timp lung convexă cu marginea răsucită în jos, după maturizare adesea ușor ondulată și slab adâncită în centru. Cuticula mată, fin pieloasă până ușor pâsloasă variază în colorit. Acesta poate fi albicios, bej, gri-ocru-roșiatic, gri-brun până la brun închis (cultivat: neted, maroniu).
- Lamelele: sunt moi, late și îndepărtate, adeseori spre margine bifurcate șai cu lameluțe intercalate, clar decurente (cultivat: extrem de decurente), formând o rețea spre picior. Ele sunt de culoare inițial albe, mai târziu gri-gălbuie.
- Piciorul: are o înălțime de 2-4 cm și o lățime de 0,8-1,5 (2) cm, este scurt, tare, neted și plin, mai subțire la bază, dar mai îngroșat spre pălărie, alipit central sau excentric de ea și câteodată ușor ramificat (cultivat: înălțime nu rar peste 15 cm, îngroșat la mijloc și diametrul acolo chiar peste 3,5 cm). Coloritul este alb până bej deschis (cultivat: mereu alb).
- Carnea: este albă, destul de cărnoasă și tare (cultivat: de aceiași calitate, dar cu un volum mult mai mare de până la 300 g). Are un miros de ciuperci, asemănător hribilor (cultivat: mult mai slab accentuat), gust fiind dulceag.[5][6][7]
- Caracteristici microscopice: are spori cilindrici până elipsoidali, netezi, hialini (translucizi) și neamilozi (nu se decolorează cu reactivi de iod), având o mărime de 10-14 x 5-6 microni. Pulberea lor este albă. Basidiile în forma de măciucă măsoară 40-50 x 5-6 microni.[10]
- Reacții chimice: nu sunt cunoscute.[5][6][7]

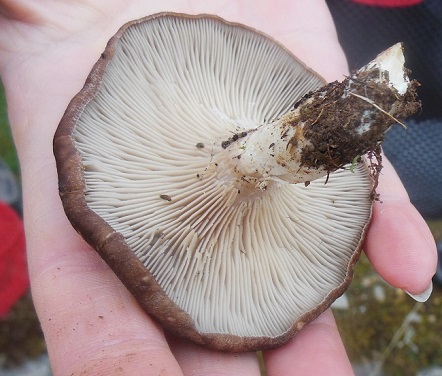
P. eryngii, lamele și picior
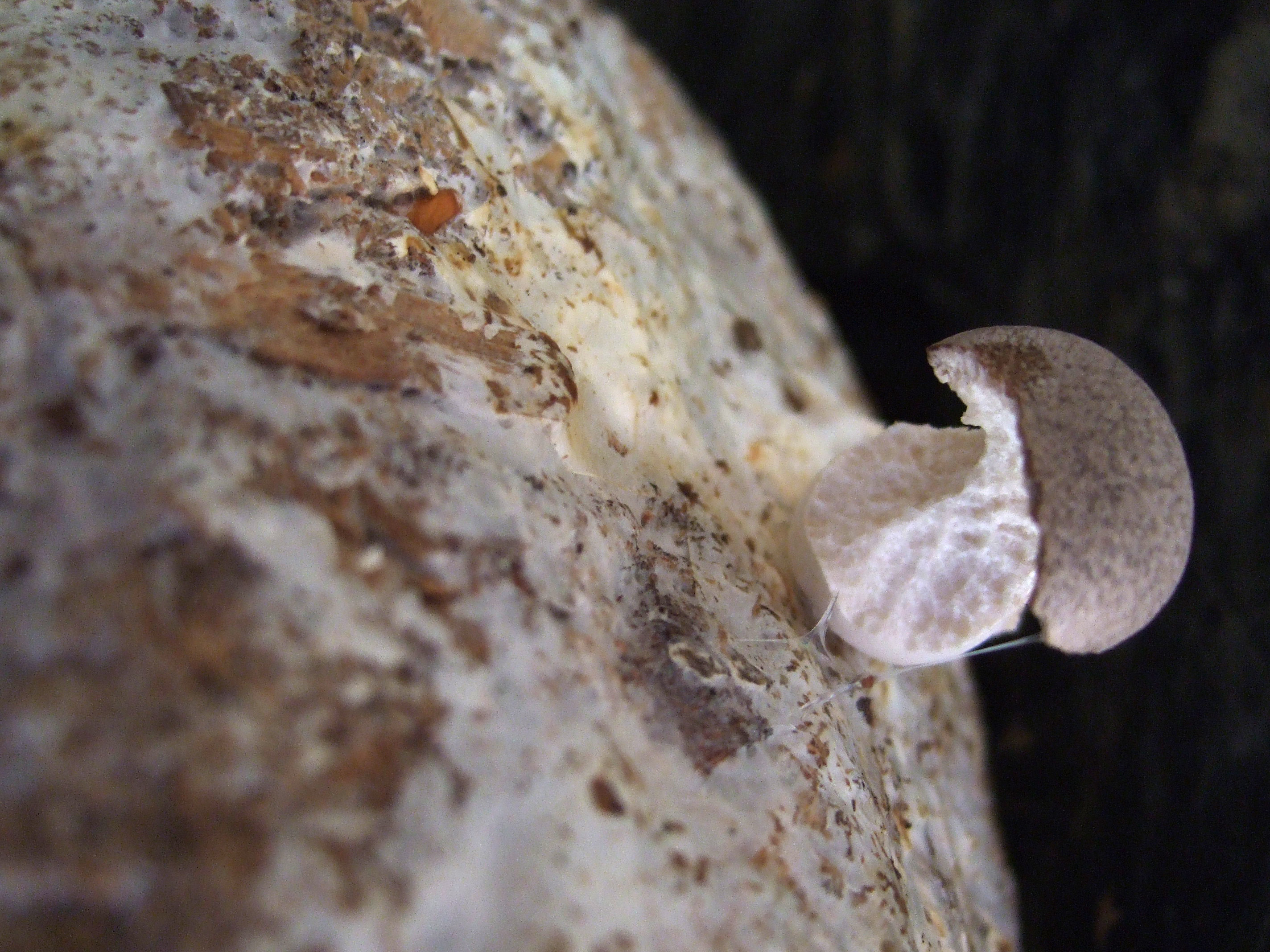
P. eryngii tânăr
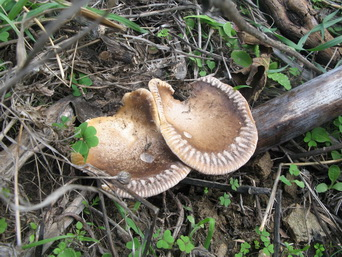
P. eryngii bătrâni
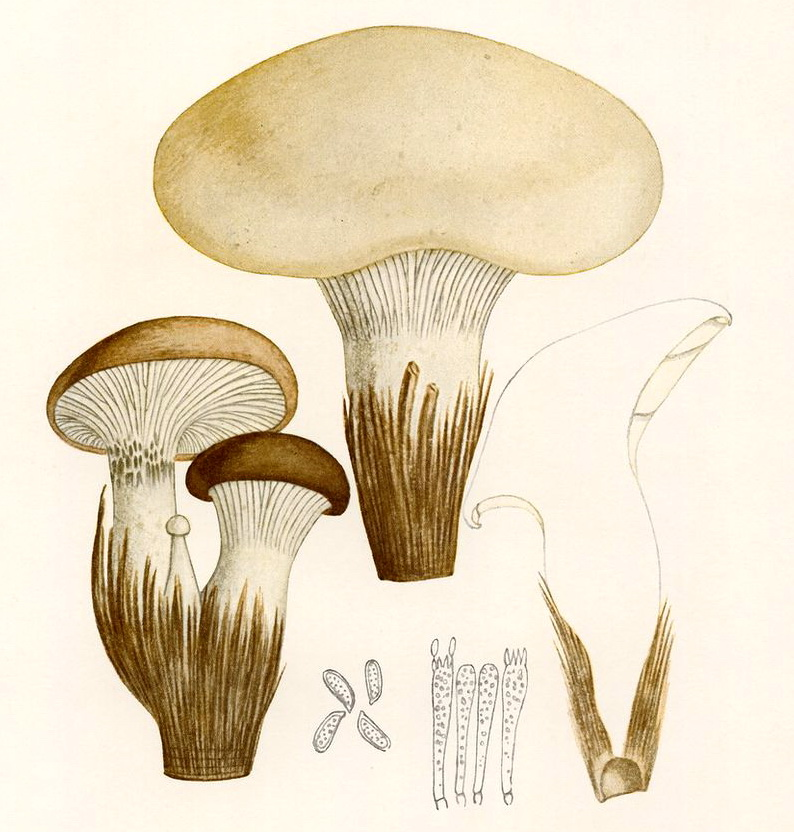
P. eryngii var. ferulae
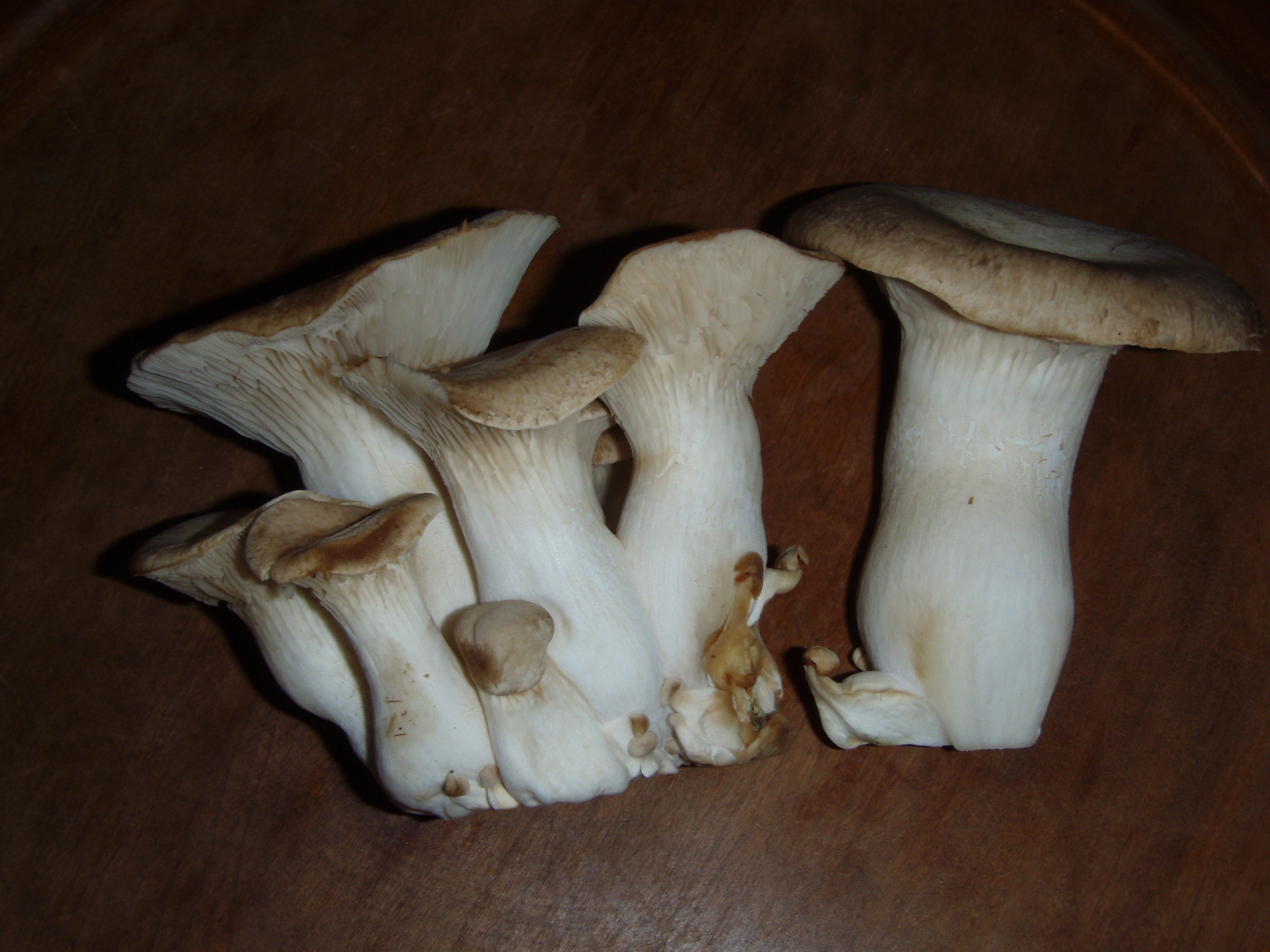
P. eryngii cultivați

## Confuzii
Dacă nu se dea seama de locurile apariției, ciuperca poate fi confundată cu specii aceluiași gen sau al unuia înrudit, ca de exemplu cu variațiile lui, cu toate comestibile, mai departe cu   Pleurotus cornucopiae (comestibil), Pleurotus dryinus (necomestibil, gust și miros de ciuperci, dar prea vâscos), Pleurotus ostreatus, Pleurotus ostreatus forma florida, Pleurotus pulmonarius (comestibil), de asemenea cu Lentinellus cochleatus (comestibil, miros de anason), Panellus serotinus (comestibil, bătrân ceva amar), Panellus stipticus (necomestibil, mai mic, amar, bioluminescent), sau chiar cu letal otrăvitoarea Pleurocybella porrigens de culoare mai închisă.

## Specii asemănătoare în imagini
Legendă: fără semn=comestibil; !=necomestibil; !!=otrăvitor; !!!=letal.

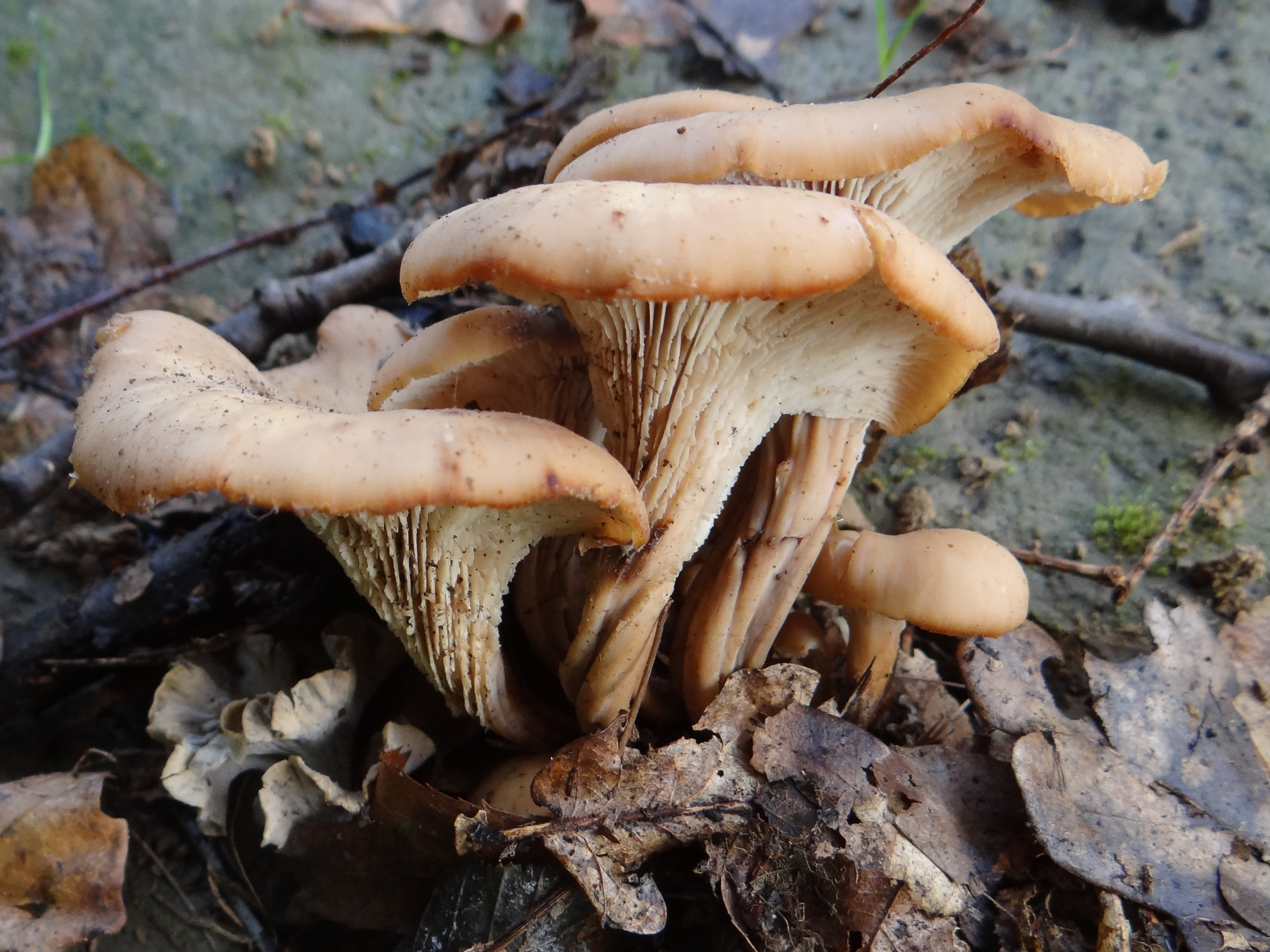
Lentinellus cochleatus
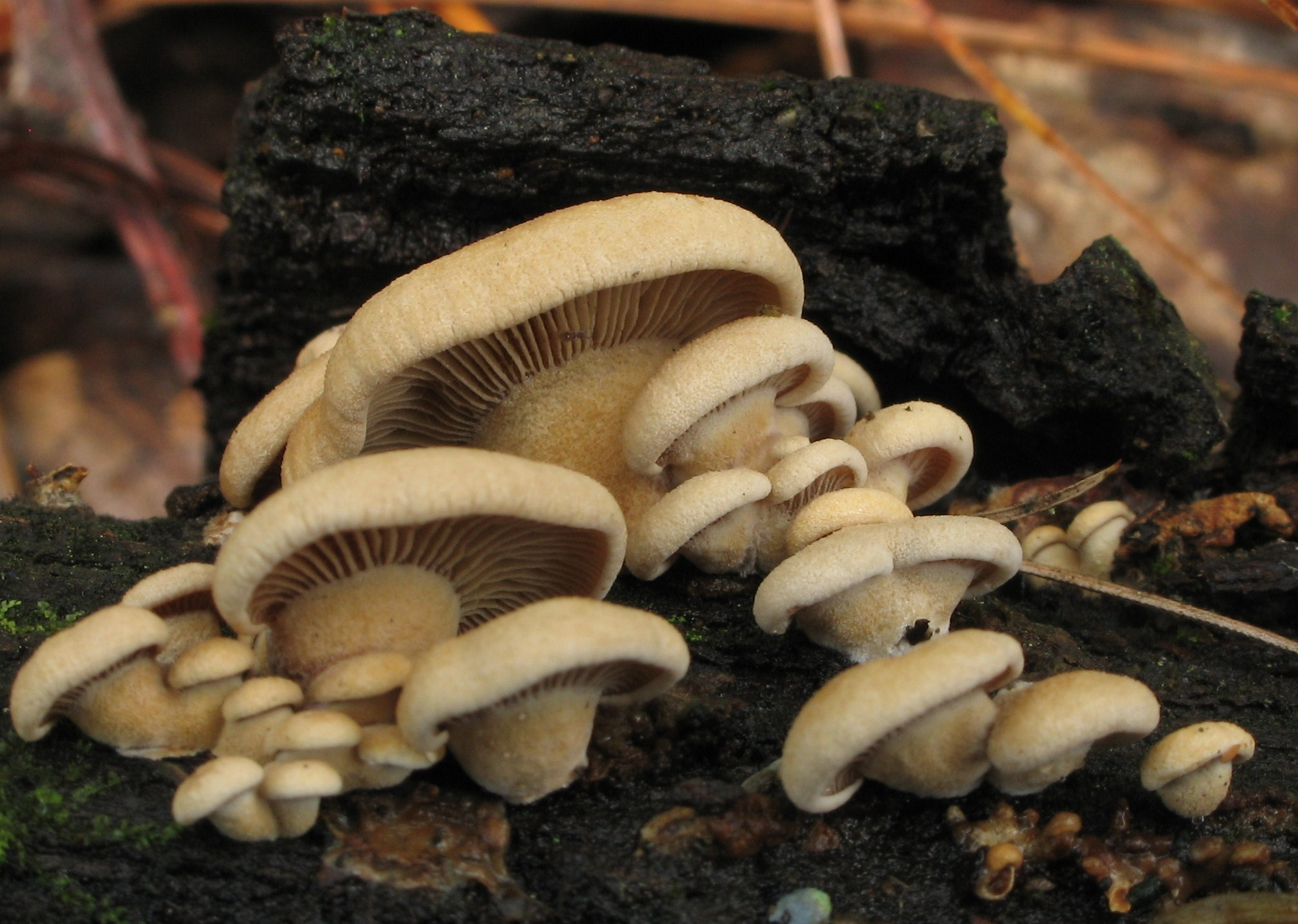
!Panellus stipticus!
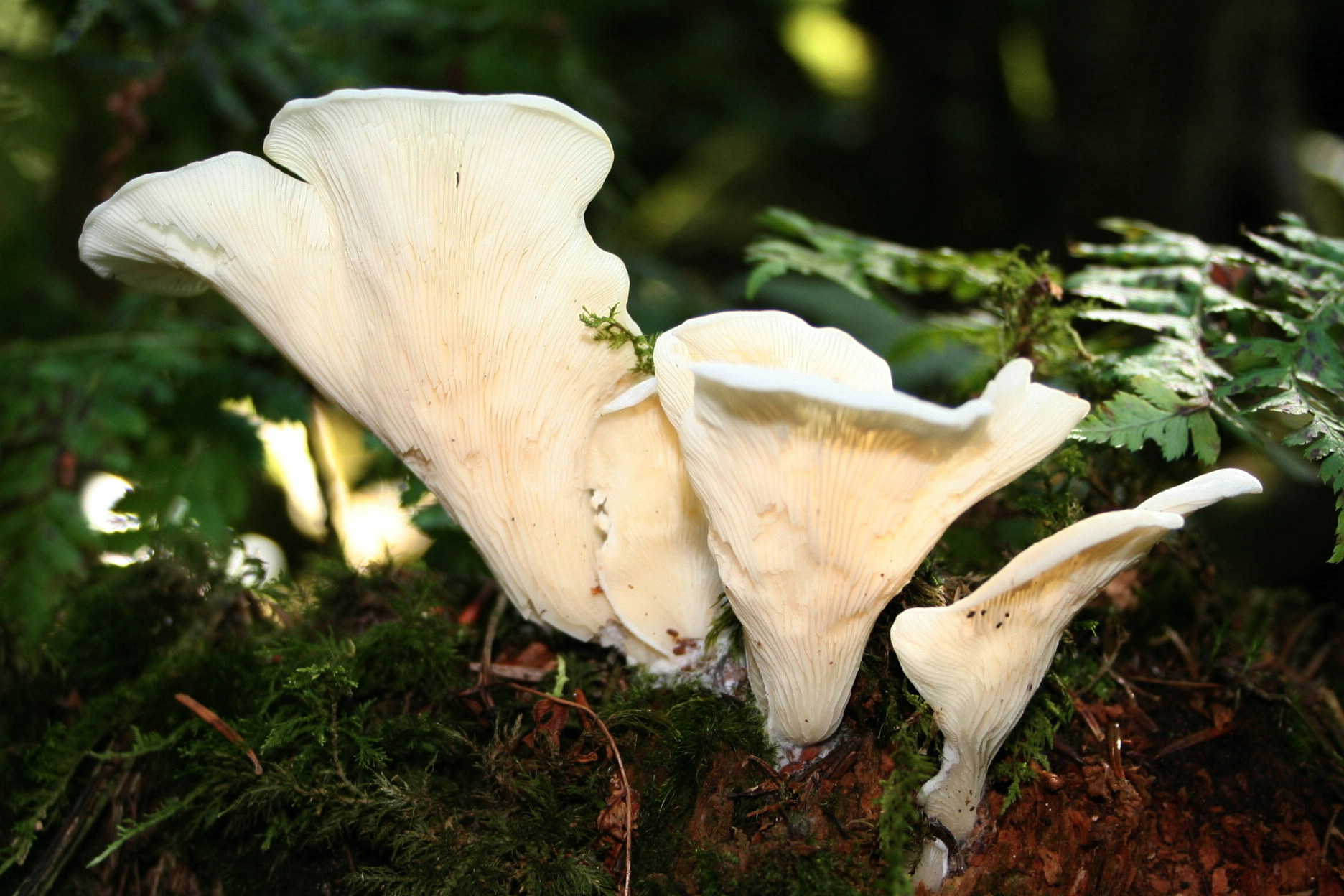
!!!Pleurocybella porrigens!!!
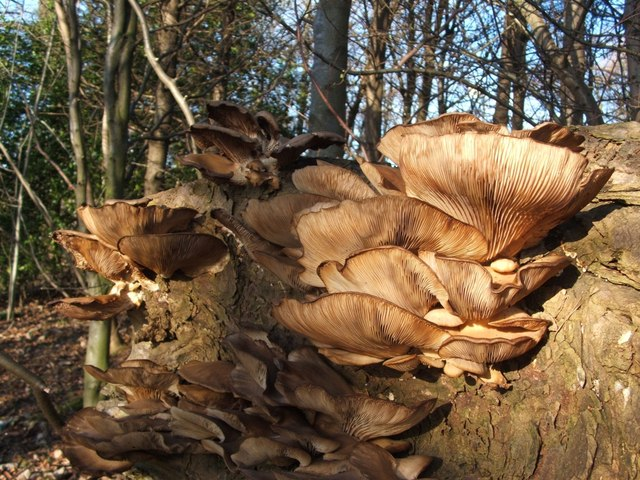
Pleurotus cornucopiae
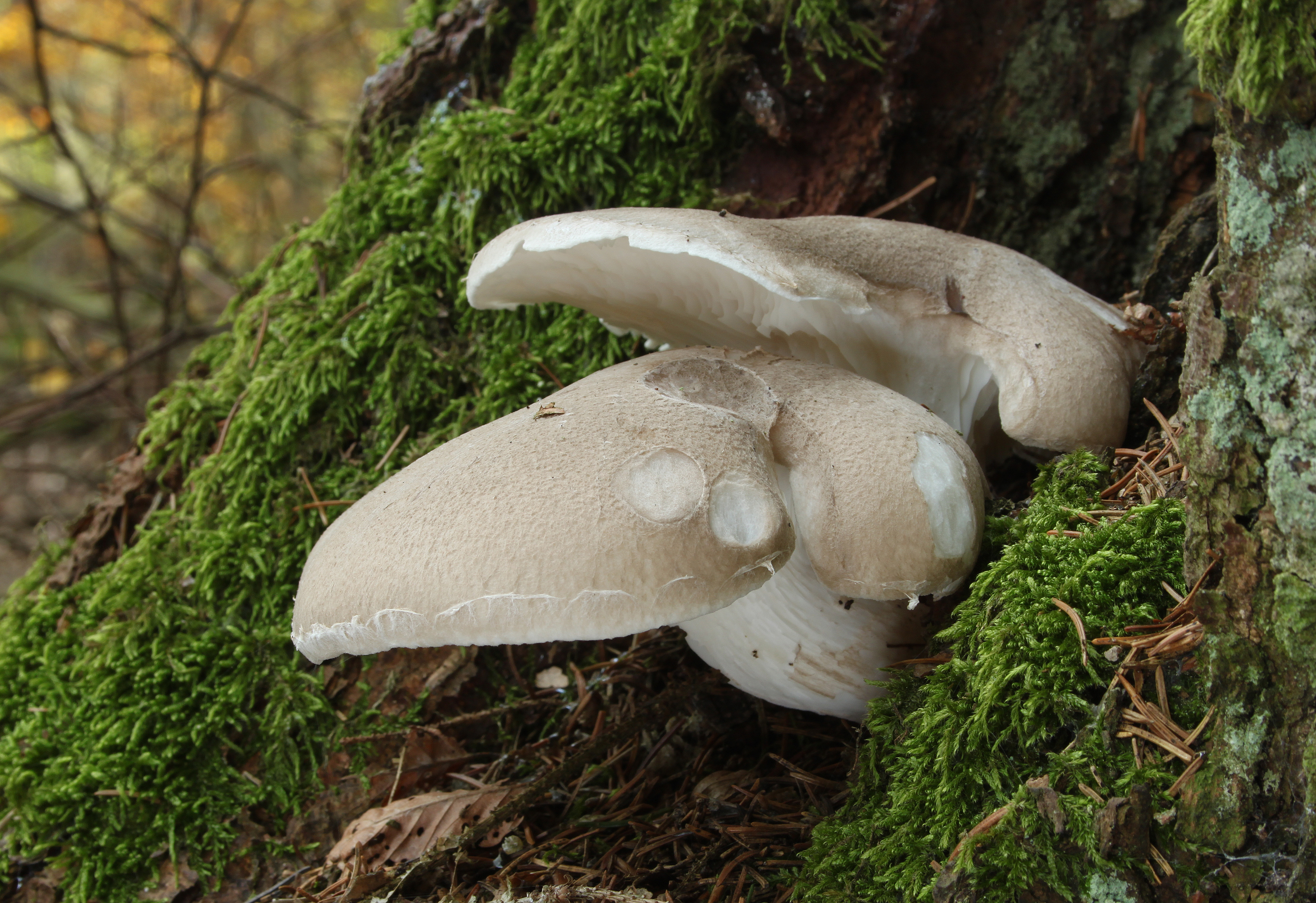
!Pleurotus dryinus!
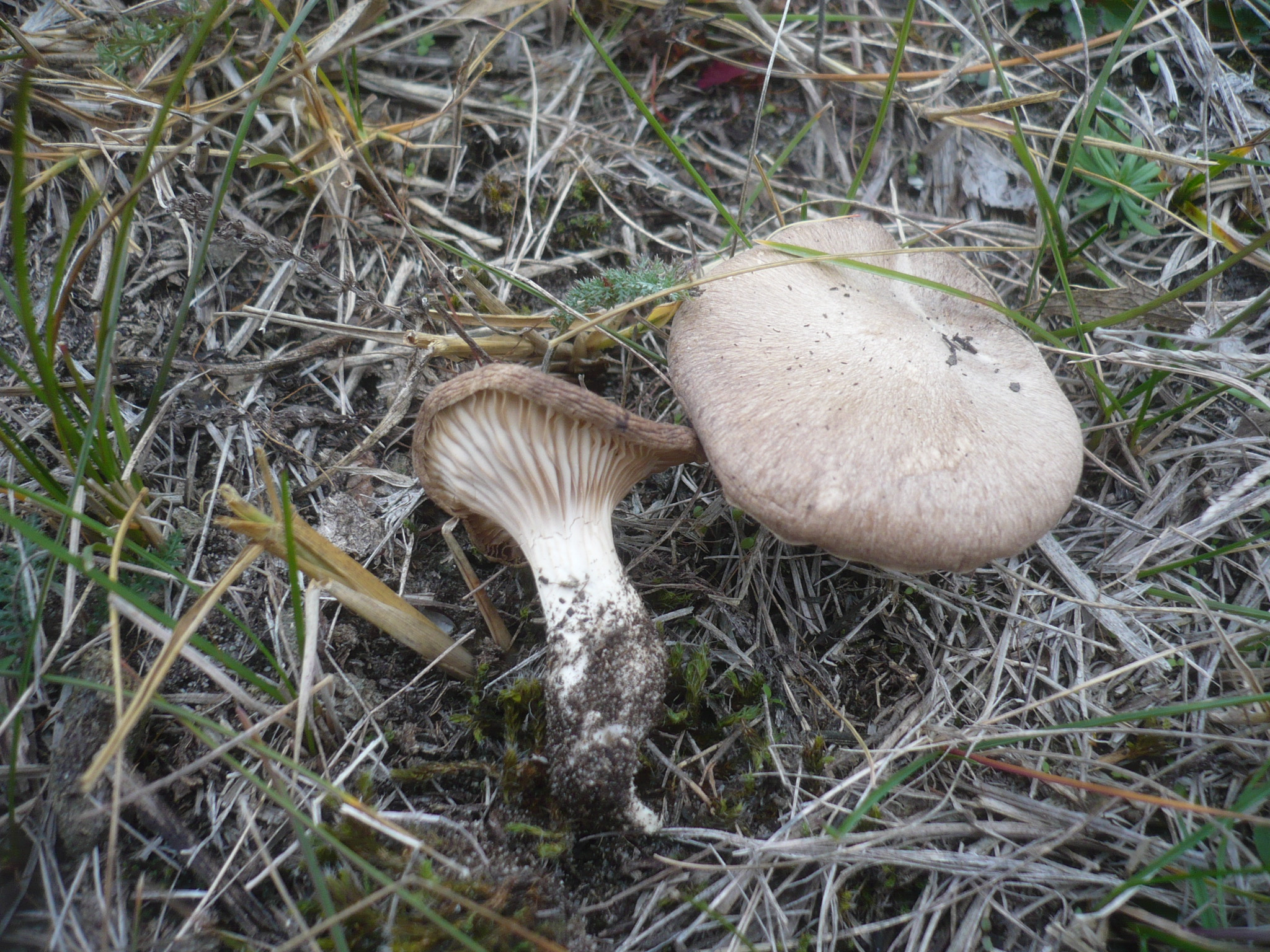
Pleurotus eryngii
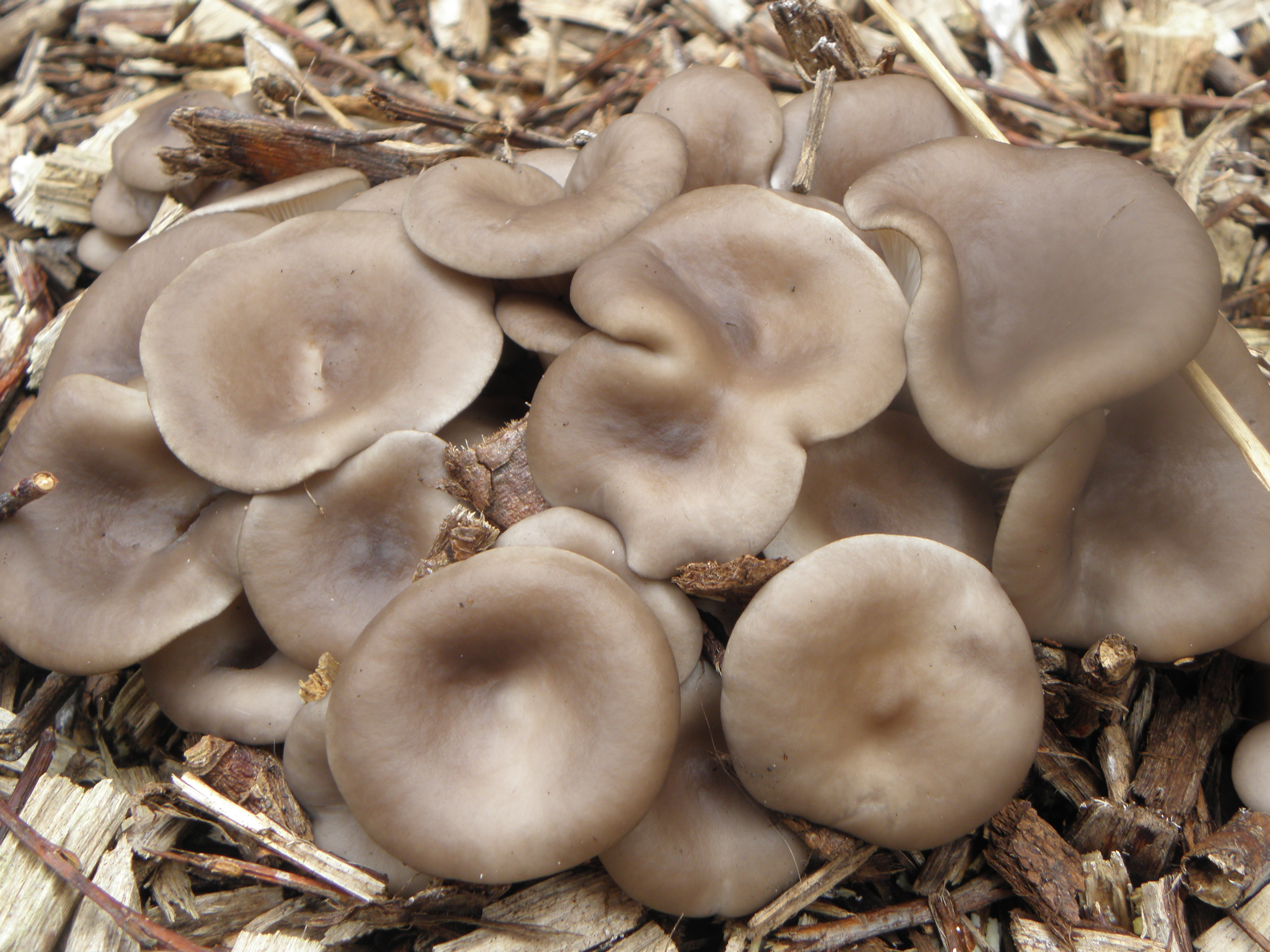
Pleurotus ostreatus f. florida
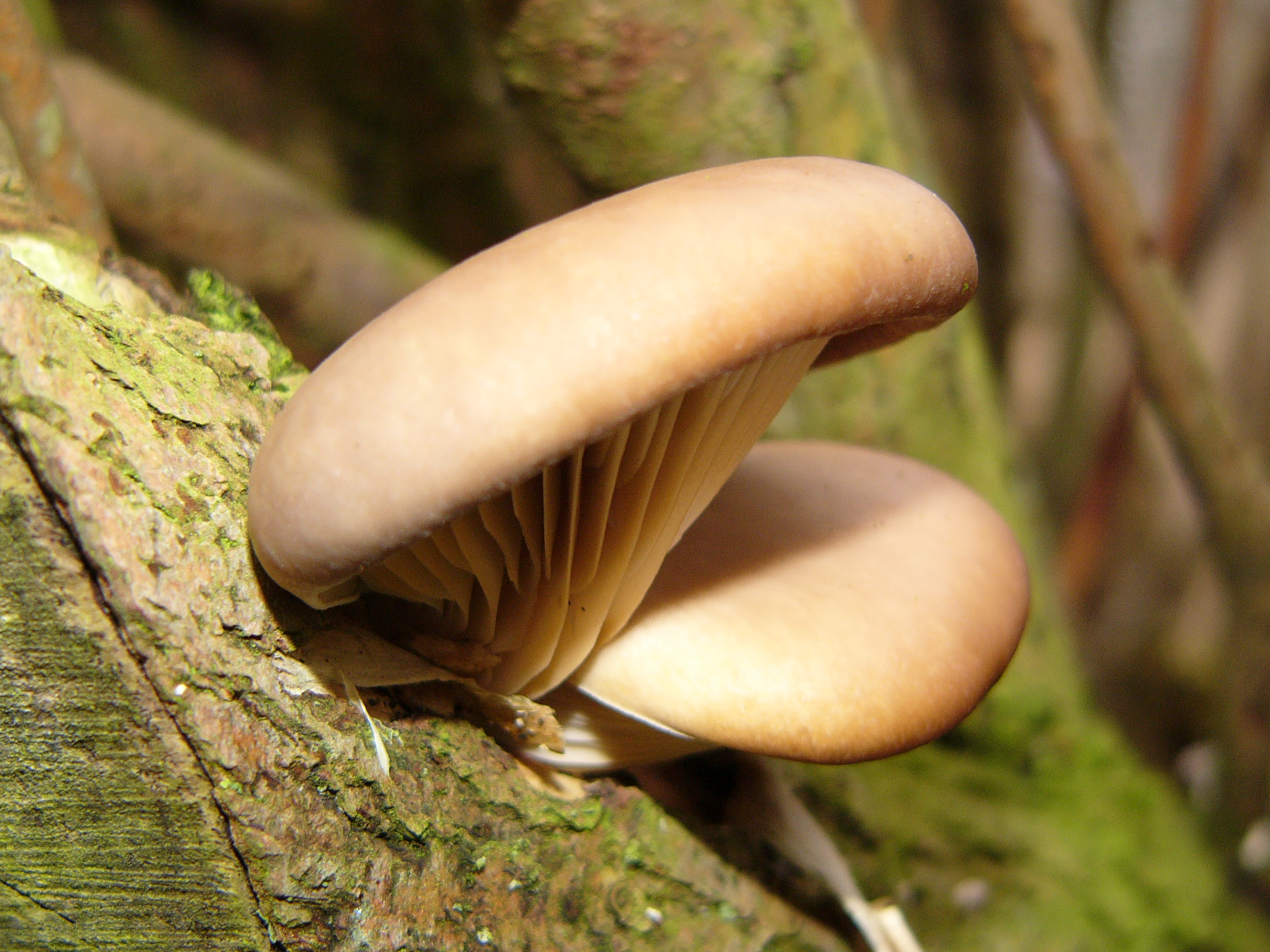
Pleurotus ostreatus
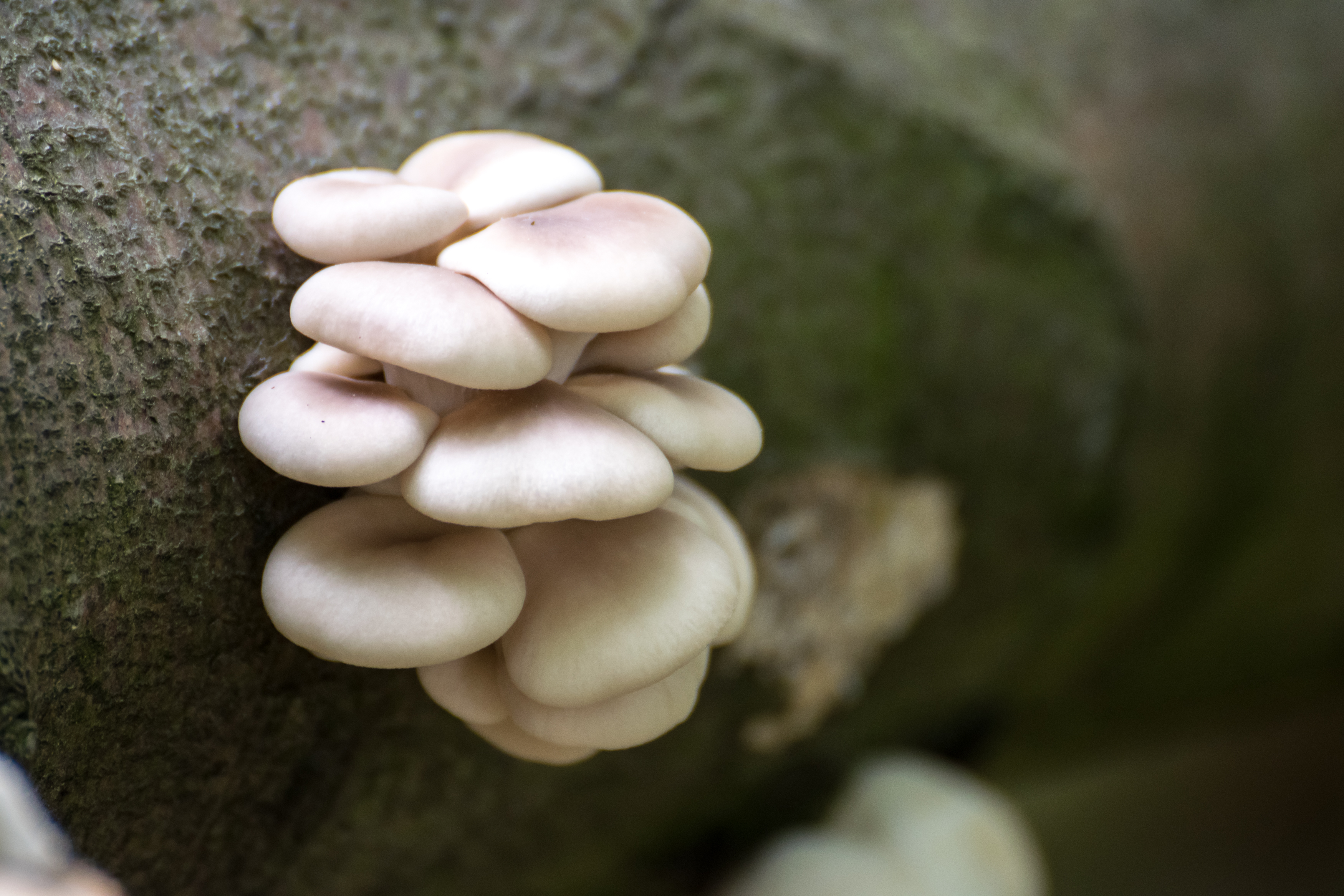
Pleurotus pulmonarius
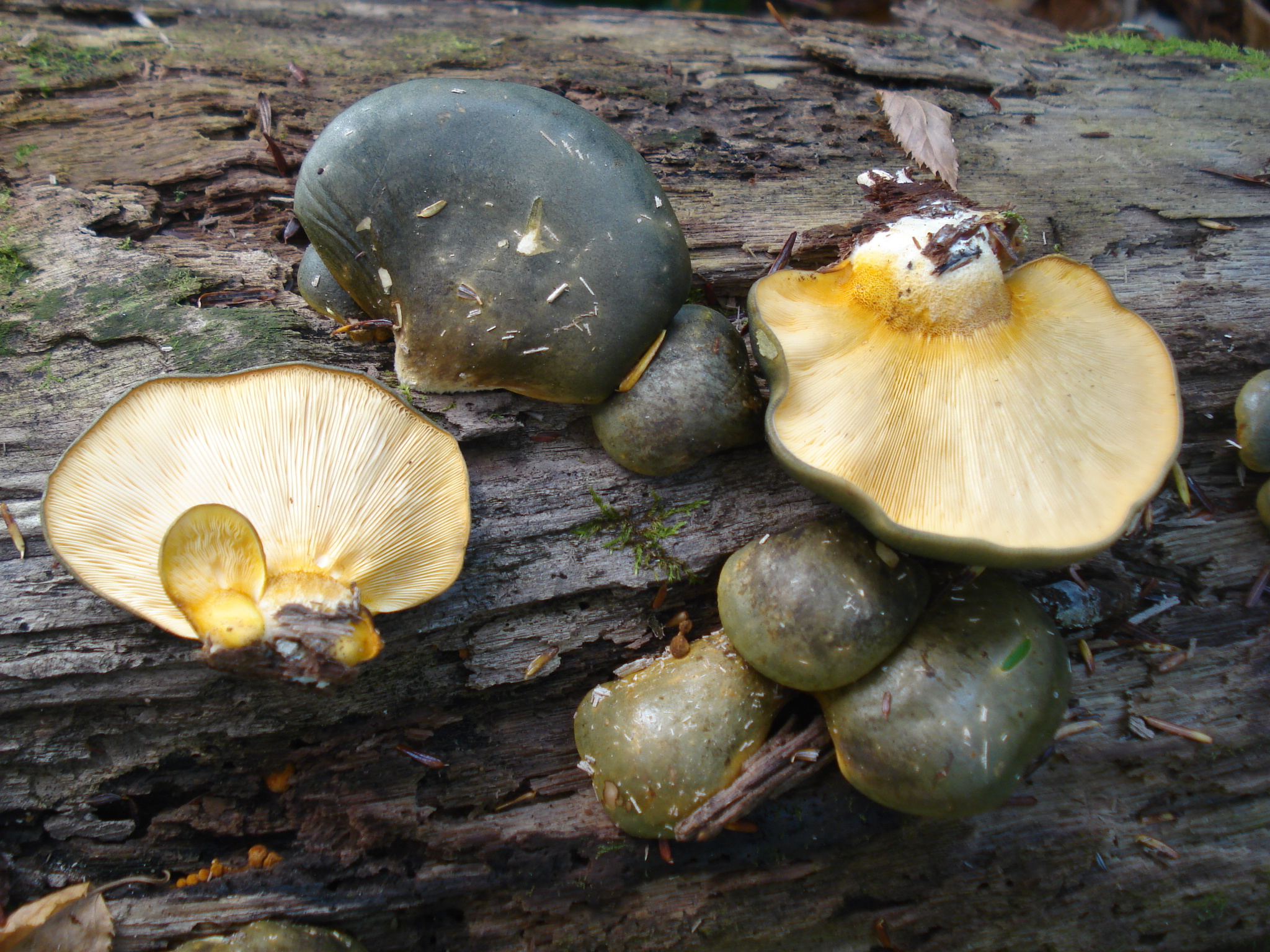
Pleurotus serotinus

## Valorificare

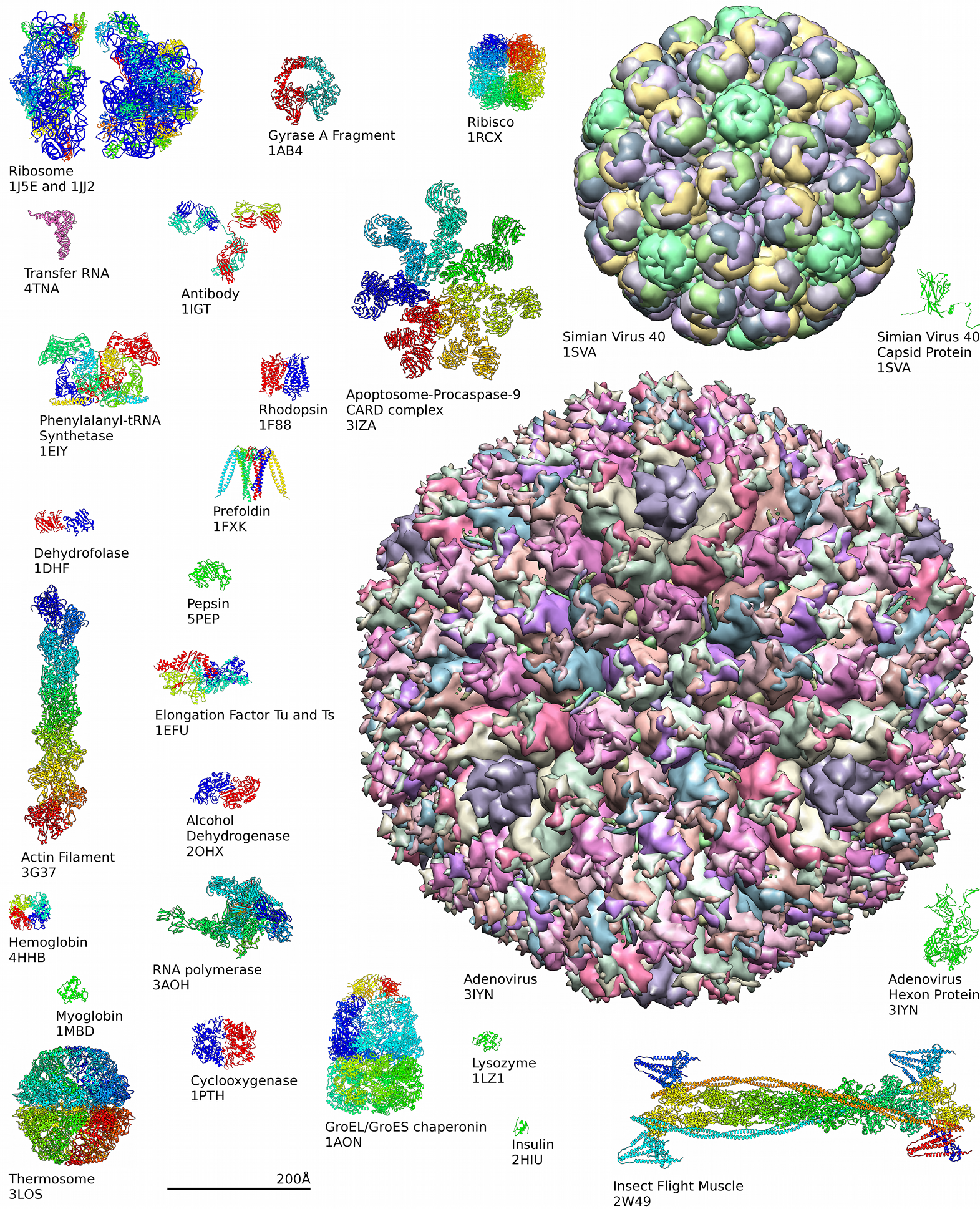
Structuri de proteină

### Folos medicinal
Ciuperca regală este considerată drept ciupercă medicinală în medicina naturală și în medicina tradițională chineză și japoneză. Se spune că are efecte anti-hipertensive  și anti-tumorale.
Mai departe, Pleurotus eryngii are un efect protector asupra ficatului și a rinichilor și ajută la un disconfort în organele digestive. Investigațiile sugerează de asemenea o influență pozitivă a ciupercii asupra metabolismului oaselor.
În sfârșit, Alan Nuhu pretează în jurnalul Saudi Journal of Biological Sciences, că buretele poate conține substanțe chimice care stimulează sistemul imunitar și aportul alimentar poate ajuta la reducerea nivelului de colesterol.
După ce specia este nematofagă (specializată în nematode ca pradă) ea atacă viermii și poate oferi o metodă de control pentru acești paraziți când infectează pisici și câini.

### Valoare nutritivă

Structura tiaminei

Valoarea nutritivă a ciupercilor de genul Pleurotus, între el și păstrăvul scailor, este dată de conținutul ridicat în proteine (2,7-4,0% s. u.), de hidrații de carbon (3,5–5,0% s. u.) și de săruri minerale (0,1-1,0%). Conținutul în proteină la ciupercile proaspete este de 3-5% în funcție de specie și hibrid. În structura proteinelor complexe sunt prezenți 18 aminoacizi din care 8 esențiali. În urma analizelor s–a stabilit ca 100-200 g ciuperci uscate consumate de către om într-o zi pot înlocui consumul de carne și-i asigură un echilibru azotat normal. Ciupercile sunt singurele din regnul vegetal care conțin vitamine din complexul B (tiamină= B1, riboflavină= B2, niacină=B3, acid pantotenic=B5 piridoxină= B6 și cobalamină=B12). Vitamina D (aici colecalciferolul=D3) este un grup de substanțe prezente în organismele animale, iar dintre plante se găsește numai în ciuperci din acest grup, cea mai importanta este vitamina D2=calciferol al cărei rol esențial este resorbția calciului și fosforului alimentar.

### Cultivare

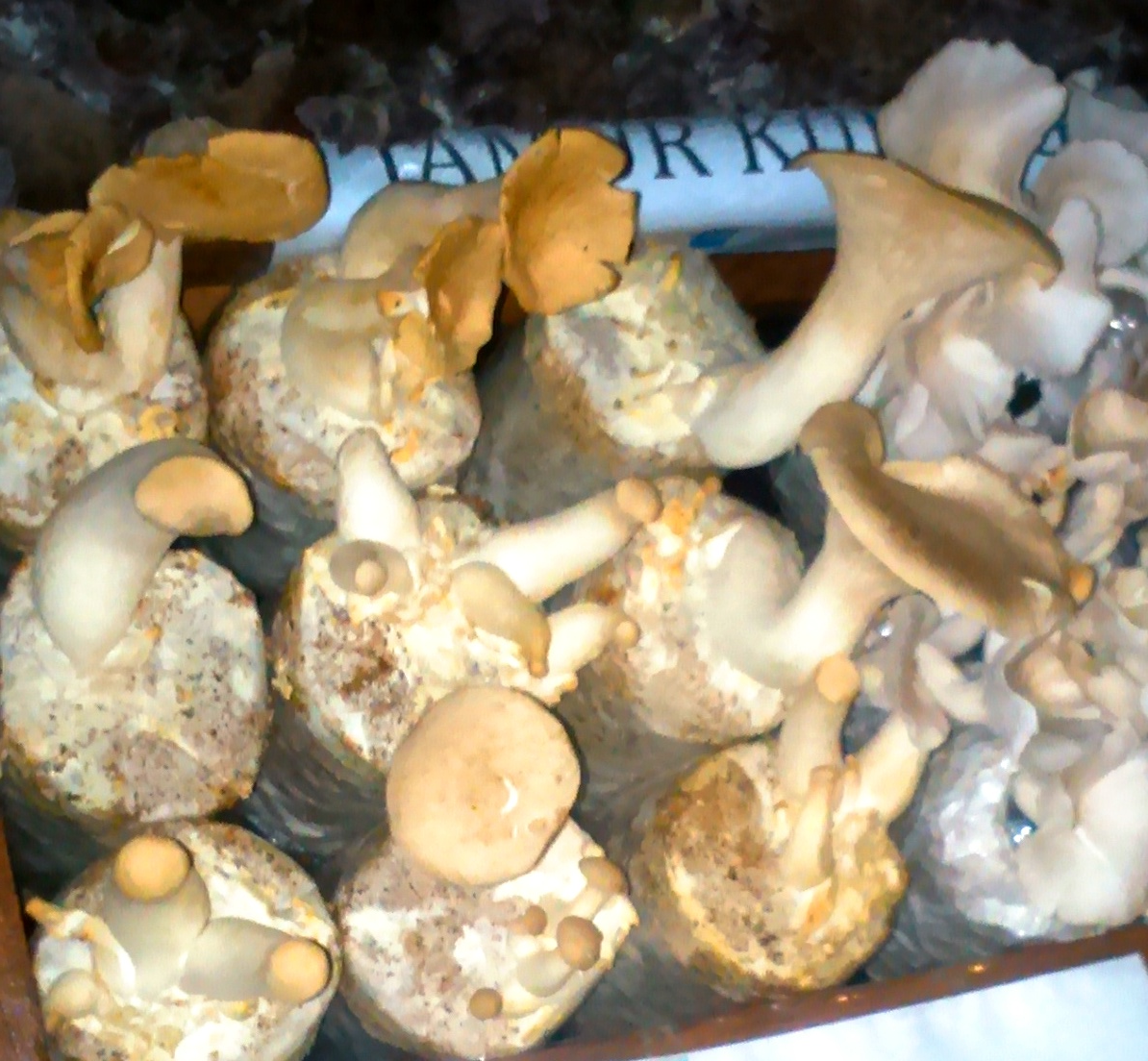
P. eryngii, cultivare

Acest soi este cultivat mult în toată lumea și vândut la piață. Pentru fermieri, cultivarea ciupercilor reprezintă o importantă sursă de venit, cu costuri minime și muncă puțină. Corpurile fructifere ale ciupercilor cultivate sunt mult mai mari decât cel în natură, dar au un miros ceva mai slab.
Datorită faptului că păstrăvul scailor nu trebuie cultivat pe scaiul dracului, ci de asemenea pe lemn și pe paie precum pe alte deșeuri organice, este destul de ușor de crescut și acasă (dar mai greu decât Pleurotus ostreatus). Diferențele în aspect sunt de obicei legate de preferințele față de dimensiunea bușteanului, tipul de lemn sau altui substrat, temperatură și umiditate. Cultura de ciuperci ar trebui pornită de primăvara, deoarece miceliul are timp suficient pentru a coloniza tot lemnul, fiind astfel protejat de brumă. Miceliul poate să se dezvolte și la temperaturi scăzute, dar cea mai rapidă colonizare are loc la 20°C. Dacă bureții au șansa să pătrundă adânc în lemn în timpul verii, atunci temperaturile scăzute sau bruma nu pot să-i mai rănească. Producția de fructe are de avea loc la o temperatură minimă de 10°C. Mai ales păstrăvul scailor, preferă umiditatea crescută. Un substrat colonizat de miceliul ciupercii poate fi cumpărat.

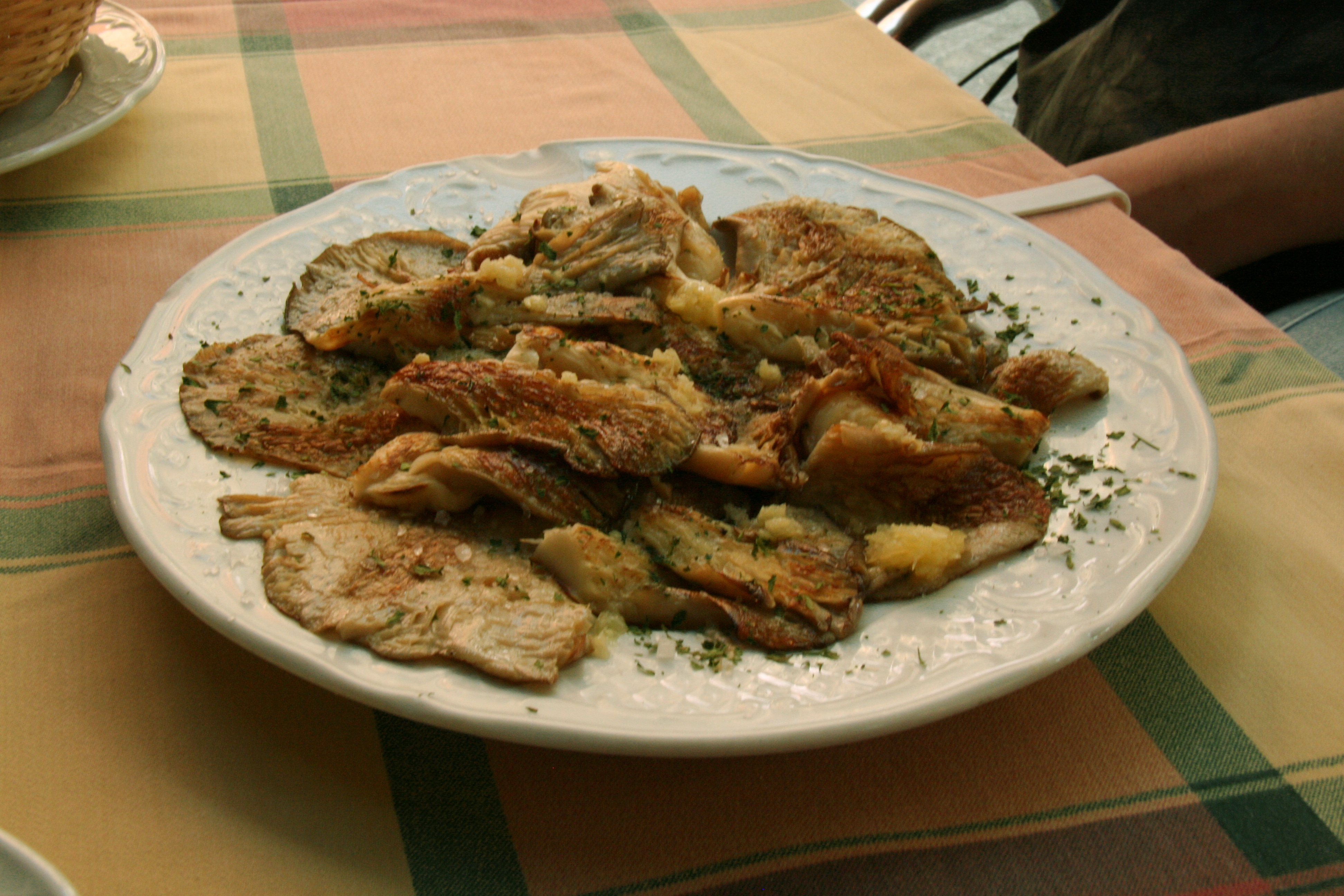
Ciuperca de la grătar

### Preparare
Păstrăvul scailor este apreciat pentru valoarea lui alimentară. Toată ciuperca se folosește numai la exemplare foarte tinere, pentru că carnea din picior devine repede fibroasă, celulozică și trebuie îndepărtată (nu la acele cultivate). Buretele se poate prepara ca buretele cornet la grătar, prăjit numai în unt/ulei cu ceapă tânără (sare, piper), consumat cald ori rece pe o felie de pâine sau ca adăugare la un mușchi respectiv antricot de vită, carne de iepure de casă etc. Mai departe se poate pregăti cu el o salată împreună cu fasole verzi sau o plăcintă de foitaj, chiar ca adăugare într-o supă/ciorbă de burtă este delicios. Se pretează și pentru murat sau conservat în ulei.
Ciuperca are o lungă perioada de valabilitate și este cultivată pe scară largă. Când este crudă, gustul acesteia este foarte slab. Atunci când este fiartă, se dezvoltă gustul umami tipic ciupercilor și ia o textură similară cu cea a Haliotidae-lor (Abalone) (melci mari de apă sărată).

## Bibiliografie
- Bruno Cetto: „I funghi dal vero”, vol. 1-7, Editura Arte Grafiche Saturnia, Trento 1976-1993 (pentru cercetarea în total)
- H. Clémençon: „Pilze im Wandel der Jahreszeiten”, vol. 1 și 2, Editura Éditions Piantanida, Lausanne 1981
- Rose Marie Dähncke: „1200 Pilze in Farbfotos”, Editura AT Verlag, Aarau 2004, ISBN 3-8289-1619-8
- Jean-Louis Lamaison & Jean-Marie Polese: „Der große Pilzatlas“, Editura Tandem Verlag GmbH, Potsdam 2012, ISBN 978-3-8427-0483-1
- Hans E. Laux: „Der große Pilzführer, Editura Kosmos, Halberstadt 2001, p. 180-181, ISBN 978-3-440-14530-2
- Gustav Lindau: „Kryptogamenflora für Anfänger: Eine Einführung in das Studium der blütenlosen Gewächse für Studierende und Liebhaber“, vol. 2, Editura Julius Springer, Berlin 1922
- Meinhard Michael Moser: „Röhrlinge und Blätterpilze - Kleine Kryptogamenflora Mitteleuropas”, ediția a 5-ea, vol. 2, Editura Gustav Fischer, Stuttgart 1983